# Кочовище

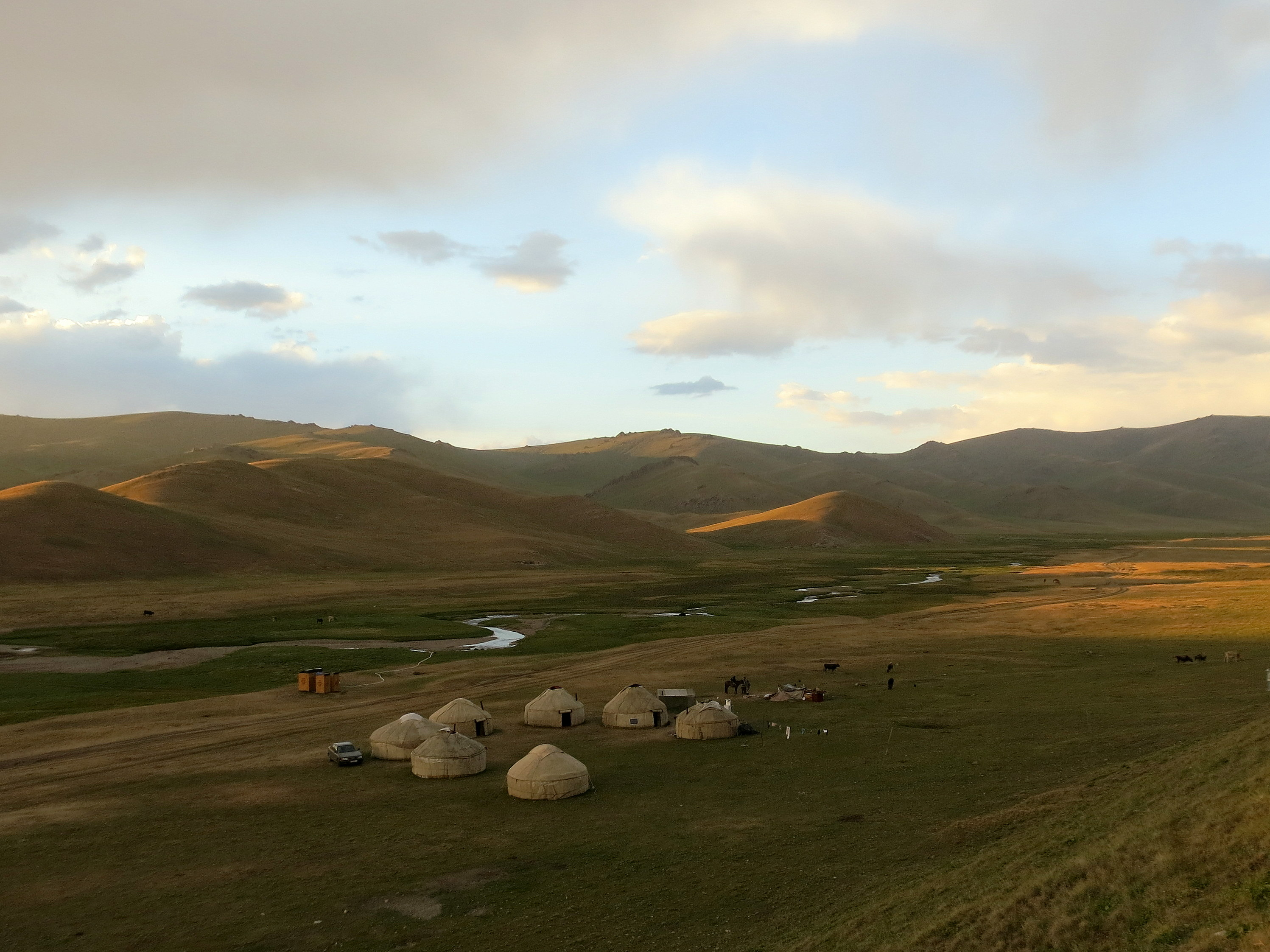
Киргизьке кочовище

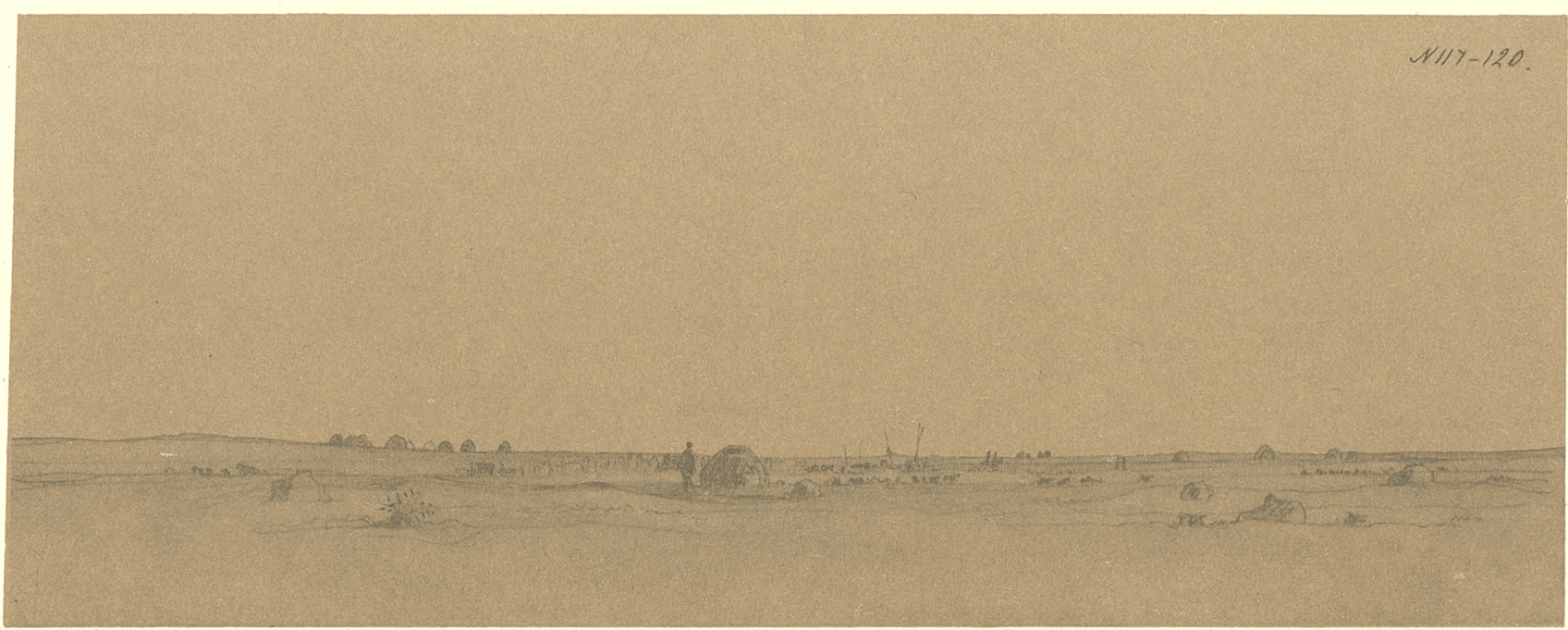
Казахське кочовище (малюнок Т. Шевченка)

Кочови́ще (тюрк. qoš, каз. көш; ст.-укр. кош, кочевище) — тимчасова стоянка кочовиків (кош, кіш), або територія, де вони кочують. Кочові та сезонні стійбища в межах Євразійського степу або Американських прерій. У межах кочовища розташовувалися житла кочовиків (юрти) та господарські споруди для худоби (коней, овець тощо). Окрім кочовищ кочівники могли мати селища, городища або міста, де жили напівосідло. На теренах українського степу і лісостепу існували кочовища скіфів, сарматів, булгар, аварів, мадяр, хозар, печенігів, торків, половців, монголів, ногаїв, кримських татар, калмиків тощо. Також — кочі́вля, кочів'я.